# Belonochasma
Belonochasma („jehlovitá ústa“) je rod čelistnatého obratlovce z druhohorních sedimentů v bavorských Frankách (Německo). Původně byla tato fosílie považována za pozůstatky ptakoještěra, tuto verzi však vyvrátil Oskar Kuhn v roce 1961 a v roce 1978 také Peter Wellnhofer. Přesnější zařazení tohoto druhohorního živočicha je však nejisté.